# لویی-سباستین لنرمان
 لویی-سباستین لنرمان (انگلیسی: Louis-Sébastien Lenormand؛ زاده ۲۵ مهٔ ۱۷۵۷ درگذشته ۱۸۳۷-۱۲) یک فیزیک‌دان اهل فرانسه بود.